# 凱爾·馬厄 (作家)
凱爾·馬厄（Kevin Maher；1972年—）是一名愛爾蘭作家，以記者及電影評論者的身份廣為人知，其文章刊登於《泰晤士報》、《衛報》、《獨立報》及《觀察家報》。他的首本小說《The Fields》於2013年由列根·亞瑟圖書出版，獲列於2013年的水石11獎，該獎旨在推廣首次著書作者的文學作品。